# Districtul Bo Kluea
Bo Kluea (în thailandeză บ่อเกลือ) este un district (Amphoe) din provincia Nan, Thailanda, cu o populație de 14.326 de locuitori și o suprafață de 848,341 km².

## Componență
Districtul este subdivizat în 4 subdistricte (tambon), care sunt subdivizate în 39 de sate (muban).
| Nr. | Nume          | În thailandeză | Sate | Locuitori |  |
| --- | ------------- | -------------- | ---- | --------- |  |
| 1.  | Bo Kluea Nuea | บ่อเกลือเหนือ     | 11   | 3,422     |  |
| 2.  | Bo Kluea Tai  | บ่อเกลือใต้       | 15   | 4,929     |  |
| 4.  | Phu Fa        | ภูฟ้า            | 6    | 2,846     |  |
| 5.  | Dong Phaya    | ดงพญา          | 7    | 3,174     |  |